# Gymnobela glaucocreas
Gymnobela glaucocreas é uma espécie de gastrópode do gênero Gymnobela, pertencente a família Raphitomidae.